# Pygméräka
Pygméräka (Cryptocheles pygmaea) är en kräftdjursart som beskrevs av G.O Sars 1870. Pygméräka ingår i släktet Cryptocheles, och familjen Hippolytidae. Arten har ej påträffats i Sverige.